# 埃尔皮涅罗
埃尔皮涅罗，是西班牙卡斯蒂利亚-莱昂萨莫拉省的一个市镇。 总面积20平方公里，总人口294人（2001年），人口密度15人/平方公里。